# Florian Seer
Florian Seer (12 dicembre 1976) è un ex sciatore alpino austriaco.

## Biografia

### Carriera sciistica
Seer ottenne il primo risultato di rilievo ai Mondiali juniores di Voss 1995, quando vinse la medaglia d'oro nello slalom speciale; esordì in Coppa del Mondo il 17 dicembre 1996 a Madonna di Campiglio nella medesima specialità, senza completare la prova. In Coppa Europa conquistò il primo podio il 6 febbraio 1999 a Zwiesel in slalom gigante (3º) e le sue tre vittorie nel dicembre del 2000, negli slalom speciali di Levi del 1º e del 2 e nello slalom gigante di Alleghe del 13, suo ultimo podio nel circuito.
In Coppa del Mondo ottenne il miglior piazzamento il 14 gennaio 2001 a Wengen in slalom speciale (4º) e prese per l'ultima volta il via il 25 gennaio 2004 a Kitzbühel nella medesima specialità, senza completare la prova; si ritirò durante quella stessa stagione 2003-2004 e la sua ultima gara fu uno slalom speciale FIS disputato il 12 febbraio ad Annaberg, non completato da Seer. In carriera non prese parte a rassegne olimpiche o iridate.

### Altre attività
Dopo il ritiro ha assunto l'incarico di product manager presso l'azienda di attrezzature sportive italiana Nordica.

## Palmarès

### Mondiali juniores
- 1 medaglia:
  - 1 oro (slalom speciale a Voss 1995)

### Coppa del Mondo
- Miglior piazzamento in classifica generale: 35º nel 2001

### Coppa Europa
- Miglior piazzamento in classifica generale: 6º nel 2001
- 7 podi:
  - 3 vittorie
  - 2 secondi posti
  - 2 terzi posti

#### Coppa Europa - vittorie
| Data             | Località | Paese     | Specialità |
| ---------------- | -------- | --------- | ---------- |
| 1º dicembre 2000 | Levi     | Finlandia | SL         |
| 2 dicembre 2000  | Levi     | Finlandia | SL         |
| 13 dicembre 2000 | Alleghe  | Italia    | GS         |

Legenda:

GS = slalom gigante

SL = slalom speciale

### Campionati austriaci
- 2 medaglie:
  - 2 bronzi (slalom gigante nel 2000; slalom speciale nel 2003)